# Patois dunkerquois
 (janvier 2011).
Si vous disposez d'ouvrages ou d'articles de référence ou si vous connaissez des sites web de qualité traitant du thème abordé ici, merci de compléter l'article en donnant les références utiles à sa vérifiabilité et en les liant à la section « Notes et références ».
Le patois dunkerquois est un langage parlé, qui ne s'écrit pas. 
Formé du français et du flamand, il est parlé à Dunkerque et dans ses environs.
Il se parle avec un accent très prononcé, voire forcé.
Il est très utilisé dans la période du Carnaval de Dunkerque, de fin janvier jusqu'à Pâques, 
car la plupart des chansons y sont chantées dans ce dialecte.